# Marquesado de Sofraga
El marquesado de Sofraga es un título nobiliario español creado el 28 de mayo de 1626 por el rey Felipe IV a favor de Fernando Girón de Salcedo y Briviesca, maestre de campo de la real Armada y embajador en Francia.

## Historia de los marqueses de Sofraga
- Fernando Girón de Salcedo y Briviesca (Talavera de la Reina, Toledo, ca. 1564-1631), I marqués de Sofraga,[2][a] fue consejero de guerra de Felipe IV en Flandes y maestre de campo general de Aragón, con la castellanía de la Aljafería de Zaragoza, así como gran canciller y bailío del Santo Sepulcro de la Orden de San Juan de Jerusalén y gentilhombre de cámara de los reyes Felipe III y Felipe IV.[3] Era hijo de Sancho Hurtado de Salcedo, natural de Talavera de la Reina, y de Juana de Briviesca y Muñatones.[4]

Soltero, sin descendencia, le sucedió su sobrino, hijo de su hermano, Juan de Salcedo Girón, natural de Talavera de la Reina, caballero de Santiago, y de María de Narváez Carvajal, natural de Antequera, hija de Ruy Díez de Narváez y Rojas, caballero de la orden de Calatrava, y de Beatriz de Carvajal, natural de la villa de Jodar.
- Sancho Girón de Narváez, II marqués de Sofraga,[3] corregidor de Segovia, gentilhombre de cámara, presidente, gobernador y capitán general del Nuevo Reino de Granada,[3] presidente de la Audiencia y comendador de la Peraleda en la Orden de Alcántara.[4]

Casó con Inés Rodríguez de Salamanca (m. 1635), natural de Burgos, hija de Juan Rodríguez de Salamanca, natural de Burgos y caballero de la Orden de Santiago, y de Francisca Velázquez. Fueron padres de tres hijos: Juan, Manuel y Juana Girón y Rodríguez de Salamanca.
- Juan Girón de Salcedo, III marqués de Sofraga.[5]

Sucedió su hermano:
- Manuel Girón de Salcedo (Segovia, 24 de diciembre de 1625-1680), IV marqués de Sofraga[6] asistente y maestre de Campo general de Sevilla y caballero de la Orden de Alcántara en 1636.[7]

Casó en primeras nupcias el 10 de agosto de 1648, en Ávila, con Brianda Vela de Acuña y Carrillo, nacida en Talavera de la Reina. Contrajo un segundo matrimonio el 3 de octubre de 1672, en Madrid, con Margarita Zarzuela Crespi. Sucedió su hija del primer matrimonio:
- Juana Girón y Núñez de Vela (n. Ávila, 7 de abril de 1653[7]), V marquesa de Sofraga.[9] Después de enviudar, fue monja en el convento de San Miguel de Trujillo.[9]

Casó el 8 de marzo de 1674, en Espinar, con Gregorio Bejarano Orellana y Cervantes (n. Trujillo, 19 de mayo de 1636), caballero de la Orden de Alcántara en 1663, señor de Orellana e hijo de Pedro de Orellana Bejarano, caballero de Santiago y regidor perpetuo de Trujillo, y de Feliciana Cervantes de la Cerda. Fueron padres de Pedro Ignacio, Joaquín Gregorio, Brianda, Feliciana, María Josefa, Gregoria, Rosa, Juana y Catalina. Sucedió su hijo:
- Pedro Ignacio Bejarano de Orellana y Girón,[7] VI marqués de Sofraga.[10]

Sucedió su hermano:
- Joaquín Gregorio Bejarano y Girón (Trujillo, 11 de diciembre de 1689-Madrid, 1 de agosto de 1741), VII marqués de Sofraga,[9] caballero de la Orden de Alcántara[9] y señor de Orellana de la Sierra.[11]

Casó el 30 de agosto de 1707, en Salamanca, con  Ana María del Águila y Vázquez de Coronado (n. Ávila, 6 de agosto de 1689), VI condesa de Requena y marquesa de Villaviciosa. Sucedió su hijo:
- Vicente Antonio Bejarano del Águila Girón y Vázquez de Coronado, VIII marqués de Sofraga, VII conde de Requena y VII marqués de Villaviciosa.[12]

Casó el 30 de agosto de 1707, en Salamanca, con María de Arocha de Vera. Sin descendencia, sucedió su hermano:
- Domingo Bejarano del Águila Girón y Vázquez de Coronado (n. Trujillo, 5 de marzo de 1728[7]) IX marqués de Sofraga, VIII conde de Requena, VIII marqués de Villaviciosa, marqués de Coquilla.[12] y caballero de la Orden de Santiago.[13]

Casó con Rosalea Douché. Sin descendencia, sucedió su hermana:

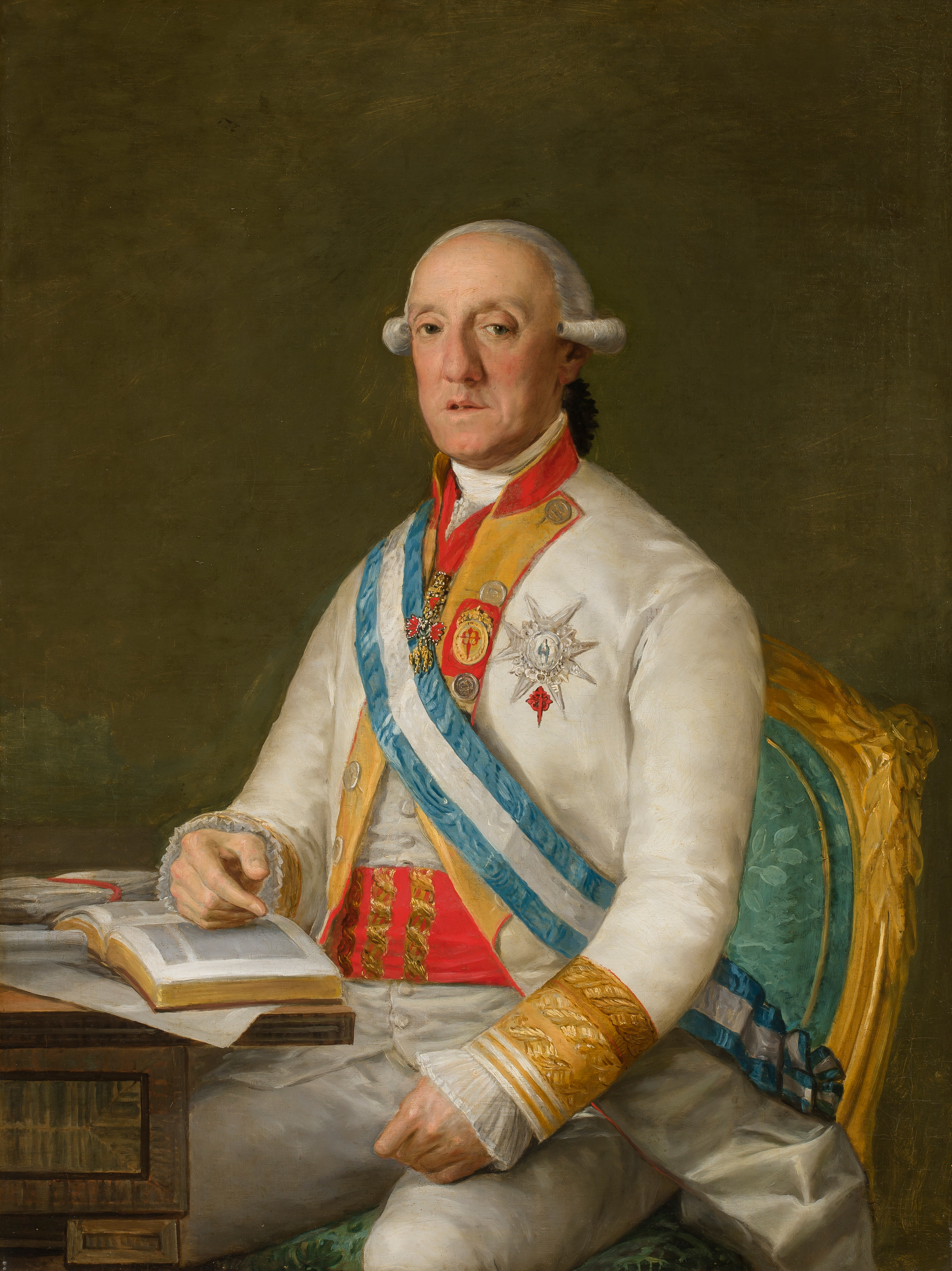
Retrato de Vicente María de Vera y Ladrón de Guevara, marqués consorte de Sofraga y I duque de la Roca

- María Francisca Bejarano del Águila Girón y Vázquez de Coronado (m. 11 de marzo de 1811), X marquesa de Sofraga, IX condesa de Requena,[9][14][15] IX marquesa de Villaviciosa, VIII marquesa de Coquilla, condesa de Montalvo y vizcondesa de Monterrubio.

Casó, el 10 de diciembre de 1747, con Vicente María de Vera y Ladrón de Guevara (1731-1813), VII conde y I duque de la Roca, grande de España V marqués de Peñafuente, VII conde del Sacro Romano Imperio, caballero de la Orden del Toisón de Oro, consejero de Estado y académico de la Real Academia Española y de la Real Academia de Historia. Sucedió su nieta, hija de Vicente Javier de Vera de Aragón y Bejarano (m. 5 de noviembre de 1800), que premurió a sus padres, y su esposa Mariana Nin de Zatrillas y Sotomayor, VI duquesa y señora de Sotomayor, grande de España, IX condesa de Crecente, condesa del Castillo, marquesa de Tenorio, etc.
- María Teresa de Vera de Aragón y Nin de Zatrillas (Madrid, 15 de febrero de 1798-Madrid, 28 de diciembre de 1855), XI marquesa de Sofraga,[19] XI condesa de Requena,[19] II duquesa de la Roca,[14] X marquesa de Villaviciosa,  IX condesa de Montalvo y condesa del Sacro Romano Imperio.

Casó, el 28 de abril de 1819, con Juan Gualberto del Alcázar y Venero Bustamante, VI marqués del Valle de la Paloma y senador vitalicio (1846-1848).
- Vicente Ferrer del Alcázar y Vera de Aragón (Madrid, 10 de febrero de 1820-25 de julio de 1878), XII marqués de Sofraga, XII conde de Requena,[21] III duque de la Roca,[14] VII marqués del Valle de la Paloma, XI marqués de Villaviciosa, VIII marqués de Tenorio y caballero de la Orden de Alcántara.[21]

Casó, el 25 de agosto de 1841, con María de la Concepción de Nero y Salamanca (1843-1889). Sucedió su hijo en 1857:
- Vicente del Alcázar y Nero (San Juan de Puerto Rico, 1842-Sare, Francia, 1875), XIII marqués de Sofraga,[22][23] XIII conde de Requena[23] y diputado por Ávila en 1871.[24]

Sin descendientes, sucedió su hermano en 1879:
- Santiago del Alcázar y Nero (Madrid, 10 de septiembre de 1846-París, 30 de noviembre de 1891),[26] XIV marqués de Sofraga,[25] IV duque de la Roca,[14] IX marqués de Tenorio, marqués del Valle de la Paloma, XIV conde de Requena,[25] senador por derecho propio.

Sin descendientes, sucedió su hermana:
- María de la Concepción del Alcázar y Nero (San Juan de Puerto Rico, 11 de enero de 1843-Madrid, 2 de septiembre de 1920), XV marquesa de Sofraga,[27][28] XV condesa de Requena[27] X marquesa de Tenorio,[27] condesa de Montalvo y marquesa del Valle de la Paloma.

Casó, el 17 de enero de 1870, con Fermín del Collado y Echagüe (1844-1912), II marqués de la Laguna, grande de España, I vizconde de Jarafe, senador por derecho propio, maestrante de Zaragoza, gran cruz de Carlos III, gentilhombre de cámara con ejercicio y servidumbre, hijo de José Manuel Collado y Parada, I marqués de la Laguna, grande de España, y ministro de Hacienda y Fomento, y de su esposa Leocadia de Echagüe y Aracues. Sucedió su hija:
- Berenguela Collado y del Alcázar (m. 19 de noviembre de 1930), XVI marquesa de Sofraga[30] III marquesa de la Laguna[29] y vizcondesa de Jarafe.

Casó, el 18 de mayo de 1895, con José María Hurtado de Amézaga y Zavala (1867-1955), VII marqués de Riscal, hijo de Camilo Hurtado de Amézaga y Balmaseda, VI marqués de Riscal, y de Juana de Zavala y Guzmán, VII condesa de Villaseñor y XII marquesa de Quintana del Marco. Sucedió su hija en agosto de 1916, por cesión de su madre:
- María del Milagro Hurtado de Amézaga y Collado (Madrid, 1899-30 de octubre de 1975), XVII marquesa de Sofraga,[31] y IV marquesa de la Laguna[29][32][30] y VI duquesa de la Roca, dos veces grande de España.

Casó con Juan Pérez de Guzmán y San Juan, conde de la Marquina.
Rehabilitado en 1985 por
- Jacobo Hernando Fitz-James Stuart y Gómez, XVIII marqués de Sofraga[33] y XVIII duque de Peñaranda de Duero.[29]